# Silene helleboriflora
Silene helleboriflora är en nejlikväxtart som beskrevs av Arthur Wallis Exell och Bocquet. Silene helleboriflora ingår i släktet glimmar, och familjen nejlikväxter. Inga underarter finns listade i Catalogue of Life.